# Santa Maria Egiziaca (Ribera Montpellier)
Santa Maria Egiziaca è un dipinto del pittore spagnolo Jusepe de Ribera realizzato nel 1641 e conservato nel Museo Fabre a Montpellier in Francia.

## Storia
Il culto di Santa Maria Egiziaca è cresciuto durante la Controriforma perché ha illustrato particolarmente bene il valore della penitenza.
François-Xavier Fabre acquistò il dipinto nel 1825 o nel 1826 dal Marchese di Gerini a Firenze, che aveva posseduto l'opera per diversi decenni. Dopo la morte di Fabre nel 1837, lasciò la sua collezione nel suo museo di Montpellier.

## Descrizione
Ribera dipinse Maria come una donna anziana, segnata dalla vita pesante nel deserto. Ha incrociato le mani in preghiera e alza lo sguardo con desiderio di salvezza. I suoi capelli selvaggi e la pelle piena di rughe e pieghe sono ingiustamente realistici. L'influenza del chiaroscuro di Caravaggio e del naturalismo radicale è inconfondibile. In primo piano una piccola natura morta con un pane e un teschio può essere vista su una sporgenza di pietra . Il pane si riferisce non solo al cibo di Maria nel deserto, ma anche all'Eucaristia, mentre il teschio simboleggia la caducità della vita terrena. Ribera ha usato una tavolozza di colori molto limitata per il dipinto. Prevalgono i colori della terra, creando un'unità tra il sacro e il paesaggio roccioso sullo sfondo.